# Villa du Département

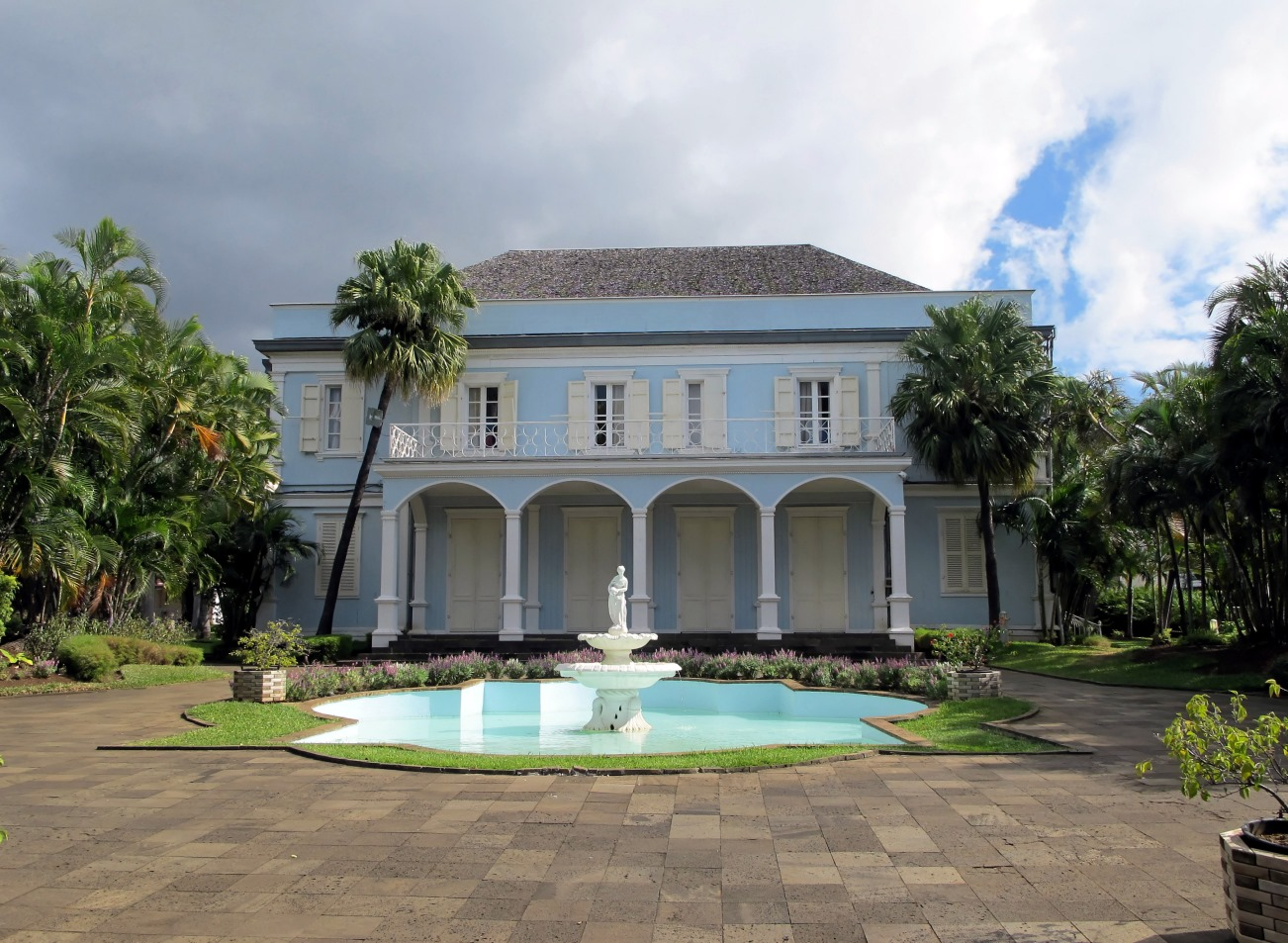
Villa du Département, 2010

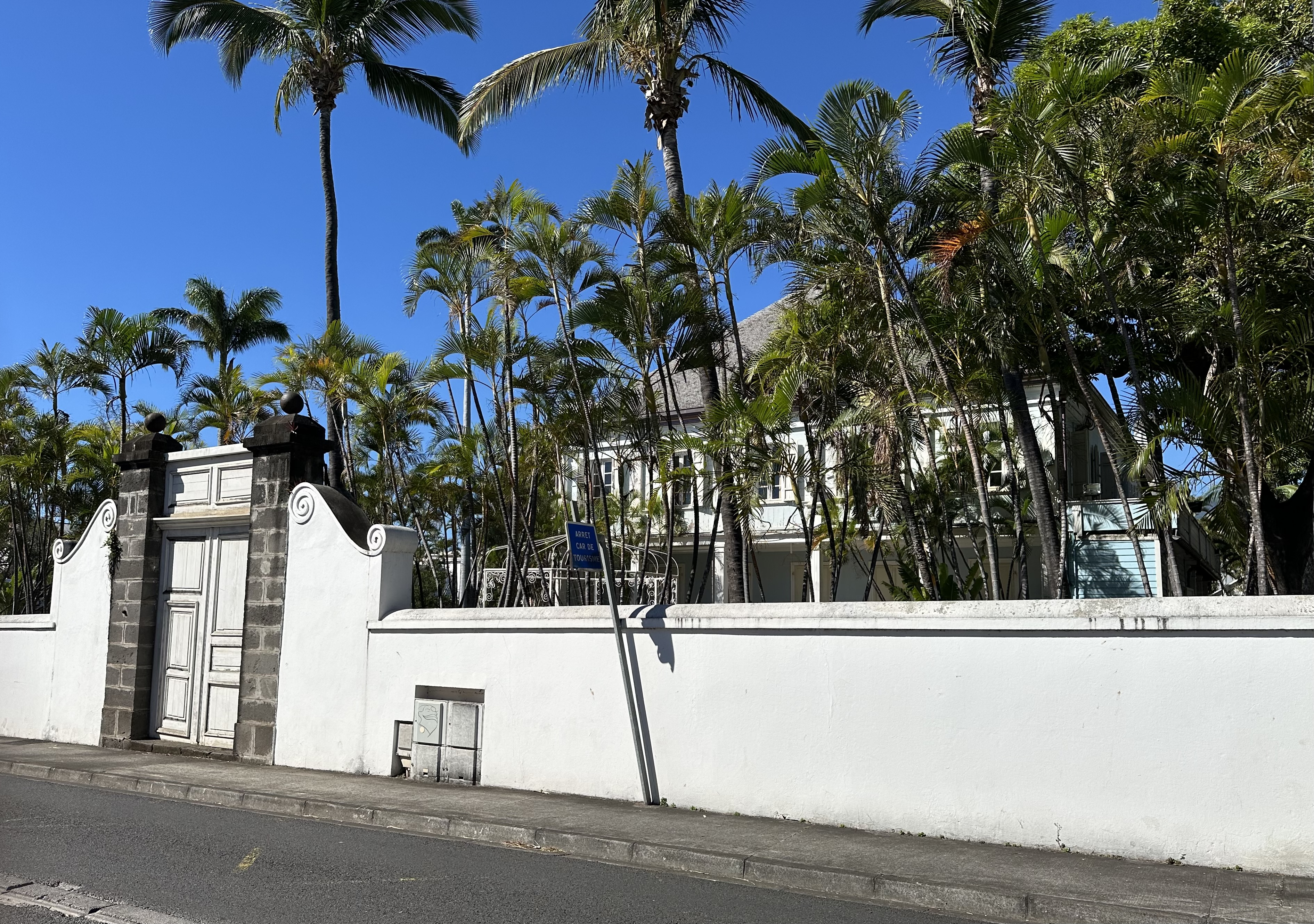
Blick auf die Nordseite, 2024

Die Villa du Département ist eine denkmalgeschützte Villa in Saint-Denis auf der französischen Insel Réunion.

## Lage
Das Gebäude befindet sich im Zentrum von Saint-Denis auf der Westseite der Rue de Paris, in einer Ecklage zur nördlich verlaufenden Rue Félix Guyon, an der Adresse 18, Rue de Paris.

## Architektur und Geschichte
Die Ostindienkompanie vergab am 15. Juli 1723 ein sehr großes Grundstück, das sich von der Rue de Paris bis zur Stadtmauer am Fluss Saint-Denis und von der Rue Sainte-Anne bis zur Rue Saint-Denis (der heutigen Rue Félix Guyon) erstreckte, an Pierre de Guigné. Der erste Bürgermeister von Saint-Denis, Jean-Baptiste de Lestrac, erwarb 1793 die nordöstliche Ecke dieses Grundstücks. Er errichtete in der Zeit zwischen 1793 und 1804 auf dem Eckgrundstück sein Wohnhaus. In der ersten Hälfte des 19. Jahrhunderts erwarben nacheinander mehrere Plantagenbesitzer das Anwesen. So gehörte es zeitweise Francois-Xavier Bellier Monrose, der in Saint-André die Zuckerfabrik Bois Rouge gegründet hatte. 1838 übernahm es Guillaume Sylvain Robert, Schatzmeister Réunions. Er erwarb zwei Nachbargrundstücke im Westen und Süden hinzu, so dass ein Dienstboteneingang von der Rue Sainte-Anne möglich wurde. Das Grundstück besteht aus zwei Teilen, dem Bereich der Villa und dem ehemaligen – von Nebengebäuden gebildeten – Hof zur Rue Sainte-Anne.
Die Kolonie Réunion erwarb das Haus am 15. Oktober 1860 und richtete hier die Dienstwohnung des Innenministers der Kolonie ein. Mit der Einrichtung des Départements wurde sie ab 1946 als Wohnung des Generalsekretärs der Präfektur genutzt. Diese Nutzung blieb bis 1982 bestehen. Seit 1982 trägt die Villa ihren heutigen Namen und beherbergt Büros des Départementsrates sowie Protokollräume. 
In den 1960er und 1980er Jahren erfolgten diverse Umbauten. Die zur Rue de Paris ausgerichtete Ostfassade wurde in der Mitte des 20. Jahrhunderts zur heutigen repräsentativen Fassade umgebaut. Sie verfügt im Erdgeschoss über eine Arkade. Vorgelagert ist ein Becken, das in den 1980er Jahren entstand. Bis in die 1980er Jahre befand sich der Haupteingang an der Nordseite, wo sich auch eine in das Haus integrierte Veranda befindet. Darüber befand sich ursprünglich eine weitere, durch Jalousien verschließbare Veranda. In der Mitte des 20. Jahrhunderts wurde sie jedoch verschlossen. 1960 wurde der Hof am ehemaligen Stall zum Parkplatz umgenutzt. Der Garten wurde Anfang der 1980er Jahre neu gestaltet.

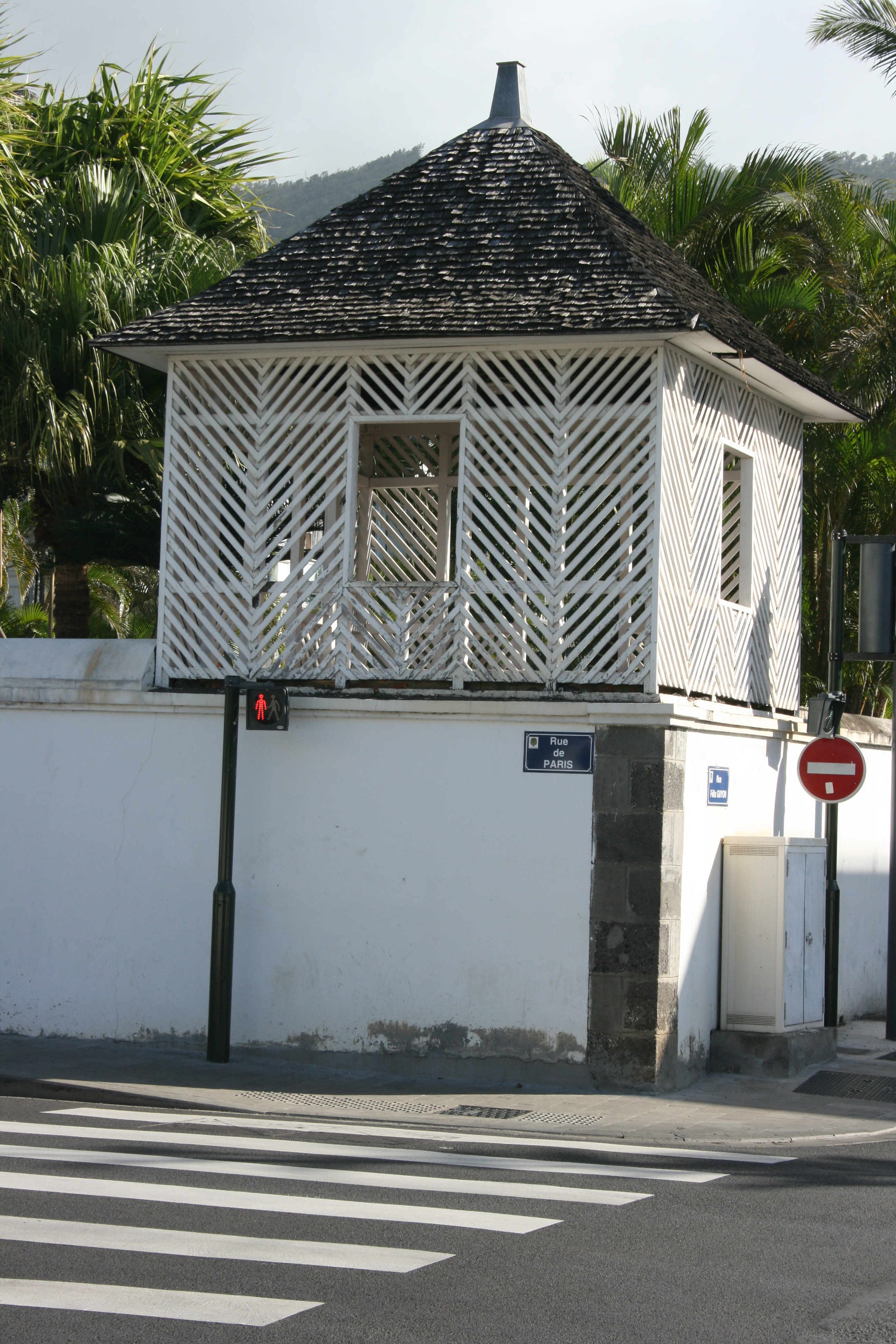
Eckterrasse, 2007

Die die Eckterrasse des Grundstücks bekrönende Holzkonstruktion erhielt in den 1980er Jahren ein Pyramidendach.
1989 wurde der Sitz der Präsidentschaft und des Kabinetts des Generalrats in die Villa verlegt. Von 1994 bis 2013 war die Direktion für Kultur- und Sportförderung im Haus untergebracht. Seitdem ist es Sitz der Kommunikationsdirektion des Départements.
Im Gebäudeinneren sind die drei wichtigsten Repräsentationsräume auf der Südseite in einer Reihe angeordnet und repräsentativ mit Spiegeln ausgestaltet. Im Obergeschoss befinden sich elf Räume, die als Büros genutzt werden. Eine ursprünglich westlich des Hauses vorhandene Küche wurde zu einem Büro umgenutzt. In der Nähe entstand in den 1980er Jahren ein Tagungsraum in neokreolischer Gestaltung. Am südöstlichen Rand des Gartens steht ein Gästehaus, das ebenfalls für Büros genutzt wird.
Die Villa und ihr 6000 m² großes Grundstück gilt, trotz erfolgter Umbauten, als frühes Zeugnis der klassizistischen Architektur in Saint-Denis.